# Fristäder för författare och kulturpersonligheter
Fristäder för författare och kulturpersoner (International Cities of Refuge Network − ICORN) är ett internationellt nätverk av städer som är villiga att erbjuda skydd åt förföljda kulturskapare från olika länder.
Nätverket grundades i början av 1990-talet. Göteborg anslöt sig 1996, som första svenska fristad. 

## Historia
Idén väcktes i början av 1990-talet av organisationen International Parliament of Writers (IPW), med den förföljde författaren Salman Rushdie som ordförande. Vid en kongress i Strasbourg initierade IPW den första samarbetsorganisationen för sådana fristäder, International Network of Cities of Asylum (INCA), vilken knöts till Europarådet och med Strasbourg som dess första anslutna fristad. Från 1995 anslöt sig därnäst Barcelona, Stavanger med flera städer som de första att ta emot dessa fristadsförfattare. 
Utöver författare av olika slag inräknas även till exempel översättare och journalister i begreppet. Då IPW och INCA år 2004 av ekonomiska skäl tvangs lägga ner sin verksamhet, startade de befintliga fristäderna den nya gemensamma medlemsorganisationen International Cities of Refuge Network (ICORN) år 2005 med säte i norska Stavanger. Numera finns närmare 50 anslutna fristäder och regioner i Västeuropa och Nordamerika (2014). Från år 2007 finns även INCA:s parallellorganisation Shahrazad, som med stöd av bland andra EU funderar som utsatta och landsflyktiga författares, kulturutövares och verksamheters kulturella informations- och nätverksorgan gentemot omvärlden.
1996 anslöt sig den första svenska fristaden, Göteborg, följd av Stockholm 1998. Antalet fristäder i Sverige ökar kontinuerligt och har under det tidiga 2010-talet också börjat innefatta bland annat musiker, tonsättare och bildkonstnärer i vissa städer. År 2022 finns 25 fristäder i Sverige som är medlemmar i ICORN.
Konstnärer, författare och kulturarbetare som kommit till Sverige genom fristäder är bland andra Ragip Zarakolu, Yasmine El Baramawy, Lucy Kassa och många fler.

## Verksamhet
En stad som önskar kvalificera sig som ansluten fristad måste förbinda sig att bereda skydd, boende, uppehållsstipendium för levnadskostnader, allmänt socialt stöd och samhällelig vägledning inom den skyddssökandes yrkesområde under en tid av 1−2 år, samt bland annat ombesörja resa och visum. Därefter måste man bistå vederbörande med hjälp att finna en fungerande lösning för den efterföljande livssituationen, i vissa fall permanent uppehållstillstånd, en sedvanlig asylprocess eller liknande, i andra fall ett möjligt återvändande till hemlandet eller till annat land. 
I samarbete med författarorganisationen PEN International utreds ett eventuellt behov av fristad av en hjälpsökande person och bedöms personen uppfylla kriterierna kan vederbörande godkännas och inbjudas att bo i någon av fristäderna. Efterhand har fristadsbegreppet försiktigt vidgats att även kunna omfatta kulturutövare inom andra kulturområden